# Бугрен, Габриэль
Габриэль Бугрен (фр. Gabriel Bougrain; 9 апреля 1882, Сен-Жермен-ан-Ле — 31 мая 1966, Лаваль) — французский военный деятель, дивизионный генерал.

## Происхождение
Его отец Огюст Бугрен (1843—1903) был владельцем банка Bougrain в Лавале, а его дед Огюстен Бугрен-Дюбур был торговцем пряжи. Его предки были выходцами из деревни Восе, где в середине XVIII века поселился сын нотариуса Мишель Бугрен. Поскольку прядильная промышленность в Майенне переживала резкий упадок, дядя отца Бугрен-Дюбур, капеллан госпитального центра Сент-Анн и Сальпетриер, побудил своего брата Огюстена направить сыновей в банковское дело.

## Биография
Габриэль Бугрен родился в Сен-Жермен-ан-Ле в 1882 году в семье банкиров.

### Начало карьеры

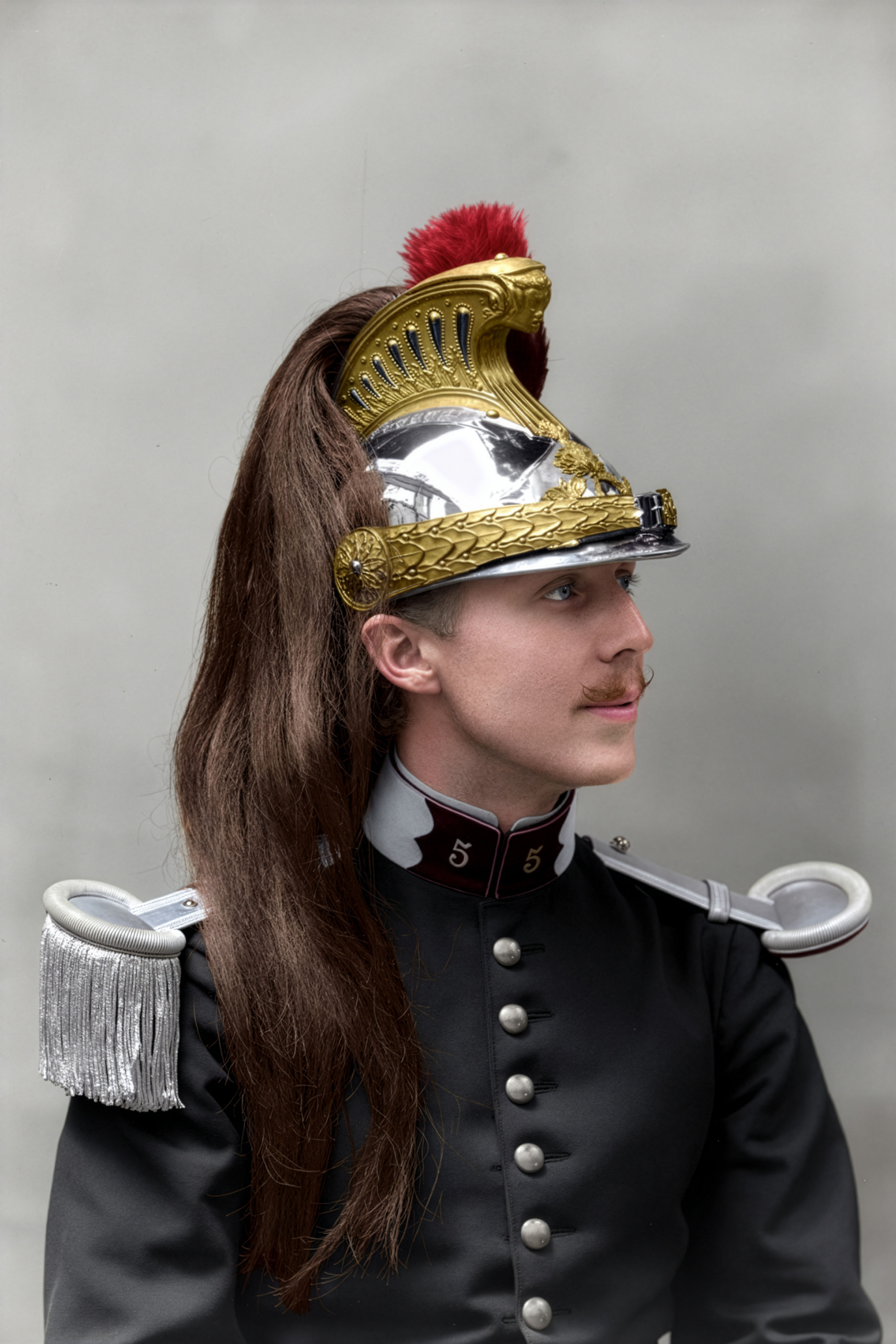
Во время обучения в Сен-Сире

В 1903 году он поступил в военную академию Сен-Сир, где выбрал карьеру кавалериста. После обучения в кавалерийской школе в Сомюре он служил в 5-м драгунском полку, затем в африканском кавалерийском корпусе.

### Первая мировая война

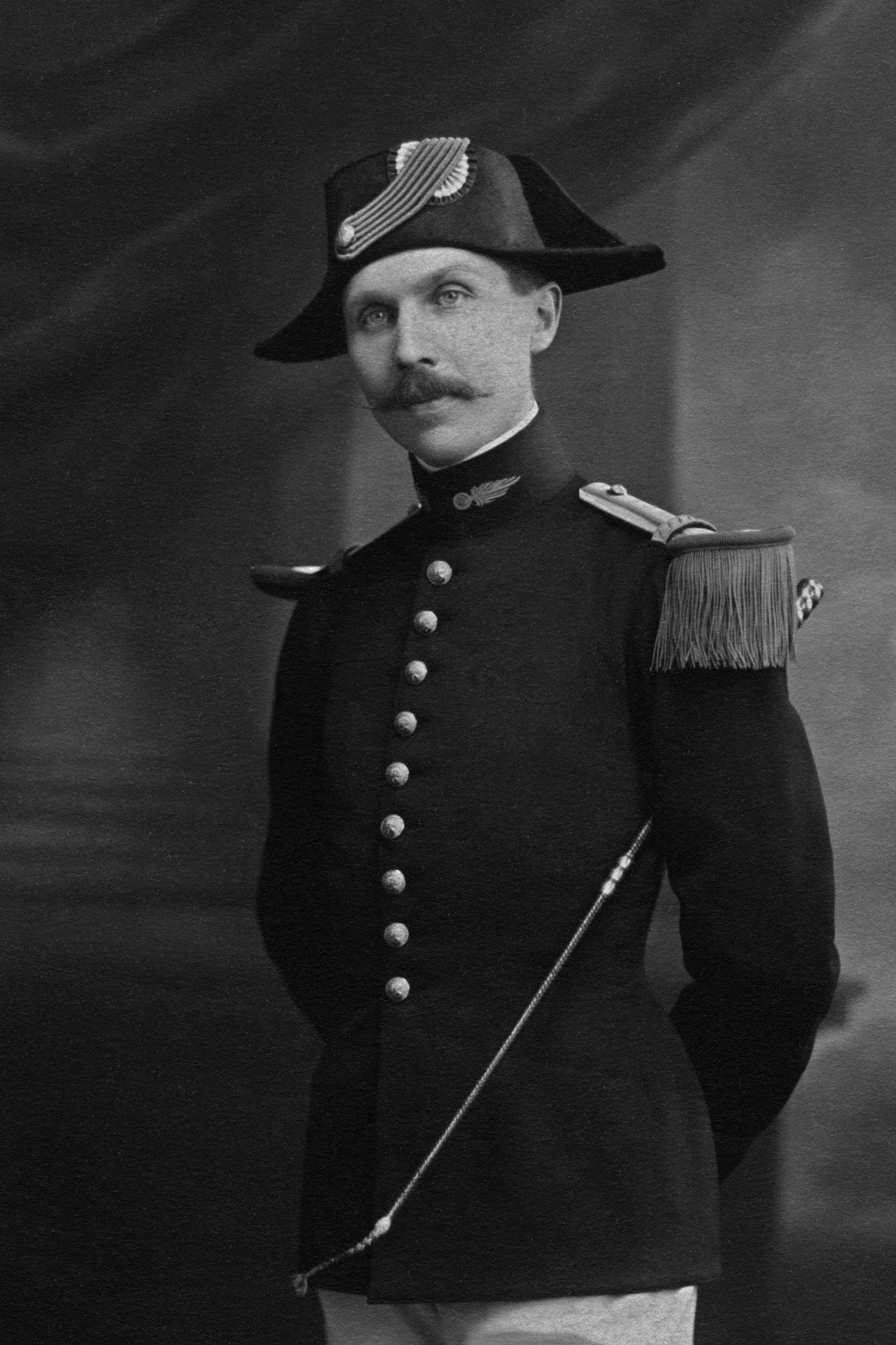
Лейтенант Бугрен в 1914

В начале войны был офицером разведки в дивизионном эскадроне 60-й пехотной дивизии. Затем он служил в штабе той же дивизии. Уже в первые месяцы войны он проявляет особую храбрость и бесстрашие при выполнении задач, о чём свидетельствуют адресованные ему благодарности. Участвовал в битве при Вердене, где также отличился храбростью, после чего отправился добровольцем на Салоникский фронт. Сначала он был назначен организатором, а затем руководителем учебного инструкторского центра в Хортиатисе. По рекомендации генерала Франше д’Эспери он был назначен начальником штаба 3-го управления союзных вооруженных сил на Востоке. После перемирия главнокомандующий поручил ему сопровождать османскую делегацию на мирной конференции в Париже.

### Межвоенный период
Получив в 1919 году звание командира эскадрона, он поступил в элитную Высшую военную школу, а после её окончания был направлен в штаб Четвёртого армейского корпуса, который он вскоре покинул, после чего стал профессором Высшей военной школы. Среди его учеников был и Шарль де Голль.
В 1932 году он стал аудитором Высшего Центра военных исследований. В этот период он отстаивал наступательную концепцию мобильной и маневренной войны и, в частности, взаимодействие танков и самолётов. Полковник в 1933 году принимает командование 4-м тунисским полком спагов в Сфаксе, после командует 4-й механизированной легкой бригадой в Сен-Жермен-ан-Ле.

### Вторая мировая война
В январе 1940 года он был назначен командиром 2-й легкой механизированной дивизии, и, соответственно, производится в дивизионные генералы. Его дивизия входила в состав Кавалерийского корпуса, который 10 мая вошел в Бельгию, а 12 мая в Анню вступил в первое в истории крупное бронетанковое сражение. Это сражение впоследствии выльется в сражение при Жамблу и остановит наступление противника, позволив 1-й армии удержать свои позиции.
С 18 по 20 июня 1940 года 2-я легкая механизированная дивизия находилась в окрестностях Тура, чтобы сдержать продвижение немцев в долину Луары. Войска, размещенные на левом берегу Луары, сдерживали силы немцев и выполнили часть своей миссии: позволили эвакуировать людей, которым удается избежать плена. 2-я легкая механизированная дивизия продолжала сражаться до 25 июня 1940 года, фактической даты прекращения огня. В августе 1940 года генерал Бугрен подал в отставку.